# Kastiop
Kacper Przybylski (Pabianice Polen, 12 augustus 1998 – gevonden op 31 oktober 2020), beter bekend als Kastiop, was een Pools-Belgisch youtuber. Hij was voornamelijk bekend geworden door zijn video's waarin hij een nasynchronisatie van Dora deed. Op 12 februari 2016 bereikte hij 100.000 abonnees.

## Biografie
Przybylski werd als enig kind geboren in het Poolse Pabianice, waarvan eveneens heel zijn familie afkomstig is. Zijn moeder Joanna Przybylska trouwde in 2004 met Marcel Goris, waardoor ze samen met de vijfjarige Kacper in Hasselt, België ging wonen.

### YouTube-carrière
Przybylski maakte op 28 december 2011 zijn eerste YouTube-kanaal aan, genaamd KASTIOPcinema, maar zijn eerste video hierop maakte hij pas op 1 februari 2012. Hij begon als een Engelstalige commentator op verschillende schietspellen. Het kanaal was echter niet lang actief op het platform, want op 26 mei maakte Przybylski een nieuw kanaal aan. Dit kanaal noemde hij KASTIOP, en maakte in het begin ook commentatorfilmpjes maar dan in het Nederlands. Later begon hij ook entertainment-video's te maken, waaronder nasynchronisaties van Dora en Samson en Gert wat hem bekend heeft gemaakt.
Rond 2015 en 2016 besloten Przybylski en drie andere Belgische youtubers, namelijk Rayan "UnaGize", Dennis en Bert "Beirtrand", een villa te huren waarin ze zouden wonen en video's maken. Dit kon niet hand in hand gaan met school, dus stopte Przybylski met school.

#### Legends of Gaming
Voor de Nederlandse YouTube-serie Legends of Gaming werd er in 2019 naar aanleiding van seizoen 4 een nieuwe Legend gezocht. Przybylski was een van de 24 kandidaten die werden geselecteerd uit meer dan 1.300 inschrijvingen. Hij behaalde de finale, waarin hij Puck van den Brekel (Puxque) en Jeffrey Wirtz (Egbert Kanaal) versloeg met 36,6% van de stemmen van de kijkers. Daarna deed hij mee aan seizoen 4 waar hij het team van Jeremy Frieser versterkte.

#### The Express
In het najaar van 2019 was Kastiop te zien in de TAGMAG-serie The Express. Daarin ging hij samen met Joshua Feytons, Jamie-Lee Six, Fabian Feyaerts, Morgane Eyletten en Ender Scholtens het avontuur van de Barcelona Express aan. In twee teams namen ze het tegen elkaar op om vanuit Brussel al liftend in zes dagen in Barcelona te geraken. De serie bestond uit acht afleveringen en kon gevolgd worden op Facebook, YouTube en Instagram.

### Overlijden
Vanaf 23 oktober 2020 was Przybylski vermist. Dat werd een dag later naar buiten gebracht door de Belgische federale politie. Op zijn YouTube-kanaal was sinds 10 oktober geen activiteit meer van hem vernomen, en zijn vrienden meldden dat Przybylski zich de laatste weken voor zijn dood niet goed in zijn vel voelde. In de ochtend van 31 oktober werd zijn lichaam teruggevonden in het Julianakanaal bij het Nederlands Limburgse dorp Stein. De politie trof geen sporen van een misdrijf aan en ging ervan uit dat Przybylski zelfmoord had gepleegd.

## Prijzen
In 2021 won Kastiop postuum de prijs voor beste gamestreamer in De Jamies, een prijscategorie van het Filmfestival van Oostende. De organisatie kondigde aan dat de Jamie voor beste gamestreamer voortaan de "Kastiop Award" zou heten, als eerbetoon aan de ondertussen overleden Kastiop.
| Jaar | Prijs                | Categorie                   | Resultaat |
| ---- | -------------------- | --------------------------- | --------- |
| 2019 | Legends of Gaming NL | Legends gezocht             | Gewonnen  |
| 2020 | Legends of Gaming NL | Legends of Gaming 2019-2020 | 3e        |
| 2021 | De Jamies            | Beste gamestreamer          | Gewonnen  |